# Espagne au Concours Eurovision de la chanson 1991
L'Espagne a participé au Concours Eurovision de la chanson 1991 le 4 mai à Rome, en Italie. C'est la 31e participation espagnole au Concours Eurovision de la chanson.
Le pays est représenté par le chanteur Sergio Dalma et la chanson Bailar pegados, sélectionnés en interne par la TVE.

## Sélection interne
Le radiodiffuseur espagnol, Televisión Española (TVE), choisit en interne l'artiste et la chanson représentant l'Espagne au Concours Eurovision de la chanson 1991.
| Artiste      | Chanson        | Langue   | Traduction     |
| ------------ | -------------- | -------- | -------------- |
| Sergio Dalma | Bailar pegados | Espagnol | Danser enlacés |

Lors de cette sélection, c'est la chanson Bailar pegados, interprétée par Sergio Dalma, qui fut choisie. Le chef d'orchestre sélectionné pour l'Espagne à l'Eurovision 1991 est Eduardo Leiva.

## À l'Eurovision

### Points attribués par l'Espagne
| 12 points | Israël    |
| 10 points | Portugal  |
| 8 points  | France    |
| 7 points  | Italie    |
| 6 points  | Malte     |
| 5 points  | Grèce     |
| 4 points  | Suède     |
| 3 points  | Belgique  |
| 2 points  | Turquie   |
| 1 point   | Allemagne |

### Points attribués à l'Espagne
| 12 points         | 10 points                    | 8 points                           | 7 points               | 6 points                                           |
| ----------------- | ---------------------------- | ---------------------------------- | ---------------------- | -------------------------------------------------- |
| - Chypre - Suisse | - Grèce                      | - Portugal - Turquie - Yougoslavie | - Allemagne - Autriche | - Belgique - France - Irlande - Luxembourg - Malte |
| 5 points          | 4 points                     | 3 points                           | 2 points               | 1 point                                            |
|                   | - Finlande - Norvège - Suède |                                    | - Islande - Israël     | - Royaume-Uni                                      |

Sergio Dalma interprète Bailar pegados en 19e position lors de la soirée du concours, suivant la Belgique et précédant le Royaume-Uni.
Au terme du vote final, l'Espagne termine 4e sur 22 pays participants, ayant reçu 119 points au total,.